# Knap (beklædning)
 For alternative betydninger, se Knap. (Se også artikler, som begynder med Knap)
En knap er en anordning til fastgørelse eller udsmykning af beklædning, men kan også være rent dekorative. Knapper har en øsken eller huller, der bruges til at sy knappen fast.
Knapper findes i adskillige former, farver, materialer og antal huller. En tøjknap er ofte rund, skiveformet og lavet af kunststof, metal eller horn. En tøjknap fungerer ved, at den med den smalle side føres gennem et smalt og aflangt knaphul i stoffet, den skal holde sammen. Derefter vendes den brede side mod hullet, så knappen låser sig selv.
De ældste knapper er fra antikkens Egypt, men ikke som vore. De egyptiske tjente delvis som pynt og delvis som forstærkning af tøjet, hvor to tøjstykker var fæstet til hinanden. Syede knaphul forstærket med knaphulsting kom i brug fra 1300-tallet og banede vej for brug af knapper i antræk, der skulle åbnes og lukkes. Knapperne erstattede ofte snøring og spænder til at holde tøjet sammen med.
Knapper blev i en periode anset som et udtryk for pyntesyge, og en synode i Köln i 1371 forbød præster at bære ydertøj med større utskæring end helt nødvendigt for at få hovedet gennem, så der behøvedes færrest muligt knapper i antrækket.
Knapper er i dag som regel fremstillet af plast, metal eller træ, men der ses også knapper af elfenben, horn, ben, glas, læder og porcelæn. Fra mellemkrigstiden og frem til 1950'erne var det også almindeligt med (skjorte-)knapper af hærdet kasein.